# Vancouver Canucks
Vancouver Canucks je profesionální kanadský klub ledního hokeje, který sídlí ve Vancouveru v provincii Britská Kolumbie. Do NHL vstoupil v ročníku 1970/71 a hraje v Pacifické divizi v rámci Západní konference. Své domácí zápasy odehrává v hale Rogers Arena s kapacitou 18 910 diváků. Klubové barvy jsou královská modrá, zelená a bílá.
Canucks se připojili k lize v roce 1970 společně s Buffalem Sabres. V historii týmu hráli třikrát finále Stanley Cupu, která prohráli (v roce 1982 s New York Islanders, v roce 1994 s New York Rangers a v roce 2011 s Bostonem Bruins). Název týmu se skládá ze dvou slov. Vancouver označuje město původu a slovo canucks je v angličtině slangové označení pro Kanaďany.

## Historie

### Hokejové začátky ve Vancouveru
Vancouver se stal domovem profesionálního hokejového týmu poprvé v roce 1911, kdy bratři Frank a Lester Patrickovi založili Vancouver Millionaires. Byl to jeden ze tří týmů v nové Pacific Coast Hockey Association. Millionaires hráli pětkrát finále Stanley Cupu, ale vyhráli pouze jednou v roce 1915, kdy porazili Ottawu Senators. Po rozpuštění Millionaires, se ve Vancouveru hráli nižší ligy. Canucks hráli nižší soutěže od roku 1945 až do roku 1970.

### 1967–1970: Žádost o NHL
Se záměrem o zatraktivnění NHL, se ve Vancouveru začala stavět nová moderní aréna – Pacific Coliseum v roce 1967. V té době hráli, na tu dobu, v malé aréně Vancouver Forum. Mezitím, skupina vedená vlastníkem Canucks a bývalým starostou Vancouveru Fredem Humem, učinila NHL nabídku, aby Canucks se stali jedním ze šesti týmu k připojení k NHL v roce 1967. Tuto nabídku NHL odmítla. Dlouho se spekulovalo, že vstupu zabránil prezident Toronta Maple Leafs Stafford Smythe. Navíc spolu s Montreal Canadiens, se Smythe nechtěl dělit o zisky z televizních práv.
O méně než rok později, se do finančních potíží dostal tým Oakland Seals. Dohoda byla na místě. Tým přesunout do Vancouveru, ale vedení NHL nechtělo. Odůvodňovali to tím, že je brzy od předešlé žádosti. Výměnou za vyhnutí se soudu, vedení NHL slíbilo Vancouveru, že se tým přidá k NHL v další expanzi. Další skupina, vedená Minnesotským podnikatelem Tomem Scallenem, udělala novou prezentaci a povolení bylo uděleno za cenu 6 milionů dolarů. Nová skupina, která mezitím koupila Canucks, vstoupila do NHL společně s Buffalem Sabres před sezónou 1970–1971.

### 1970–1982: Raná léta
K vyplnění soupisky Canucks, pozdržela liga expanzní draft v předchozím létě. Canucks si vybrali obránce Gary Doaka a po něm centra Orlanda Kurtenbacha, kterého jmenovali prvním kapitánem. Kdežto Buffalo Sabres si vybrali budoucího člena síně slávy Gilberta Perreaulta.
Své první utkání Canucks sehráli, 9. října 1970, proti Los Angeles Kings a prohráli 3:1. O dva dny později vyhráli své první utkání, když porazili Toronto Maple Leafs 5:3. Canucks nepostoupili do playoff v prvních čtyřech sezónách.
Před sezónou 1974–75, Scallen a jeho skupina z Minnesoty prodala tým místnímu mediálnímu magnátu Franku Griffithsovi za 9 milionů dolarů. Canucks byli zařazeni do Smytheovy divize. Základní část skončila vítězstvím v divizi a prvním postupem do bojů o Stanley Cup. Svoji první sérii prohráli s Montrealem Canadiens v pěti zápasech. V další sezóně hráli znovu playoff a opět prohráli. Tentokrát s New York Islanders. V dalších dvou sezónách se nedostali do playoff.
Prvním velkým úspěchem týmu Canucks bylo playoff v roce 1982, kdy postoupili do finále Stanley Cupu. V předchozích pěti letech tým nevyhrál ani jednu sérii v playoff. Canucks byli prvním týmem ze západní Kanady, který hrál o Stanley Cup po 56 letech. Naposledy se to povedlo týmu Victoria Cougars v roce 1926. Ve finále se střetli s vítězem dvou předešlých ročníků s týmem New York Islanders. New York Islanders opanovali i toto finále. Pro Canucks to bylo poslední playoff, ve kterém vyhráli sérii. Toto období trvalo až do roku 1992.

### 1982–94: Pád a vzestup
Po finálové účasti v roce 1982, tým spadl do průměru a po zbytek 80. let postoupili do playoff pouze čtyřikrát. V roce 1987 se generálním manažerem stal Pat Quinn a začal s přestavbou týmu. V roce 1988 draftoval, pozdější ikonu týmu, Trevora Lindena. O rok později si vybral jako 113. hráče Pavla Bureho. V roce 1990 si Pat Quinn přibírá k manažerským povinnostem i trénování. I díky němu se tým opět zvedá. V roce 1992 je Pat Quinn vyhlášen za nejlepšího trenéra a získává Jack Adams Award. V témže roce je za nejlepšího nováčka zvolen Pavel Bure a obdržel Calder Memorial Trophy.
V roce 1994, tým opět vyhrává jednu sérii za druhou a dostává se do finále Stanley Cupu. Zde opět narazili na tým z New Yorku. Tentokrát to byli Rangers. Po velmi vyrovnané sérii, vyhrává Stanley Cup New York Rangers. Po prohraném sedmém utkání, propukají v centru Vancouveru nepokoje, které mělo za následek poškození majetku, zranění a zatýkání. Dva dny po nepokojích přišlo 45 tisíc fanoušků poděkovat hráčům za jejich úsilí.

### 1994–2001: 25. výročí, nová aréna, nový začátek
Před zkrácenou sezónou 1994–95 odstoupil z funkce trenéra Pat Quinn, který se dál věnoval pouze manažerským povinnostem. Byla to také poslední sezóna v jejich hale Pacific Coliseum. V následující sezóně se přestěhovali do nové haly General Motors Place (po přejmenování Rogers Arena), která stojí v centru města a stála 160 milionů dolarů.
Během sezóny 1995–96 byl uskutečněna výměna, kdy z Pittsburghu Penguins přišel Švéd Markus Näslund (pozdější kapitán a lídr týmu).
V roce 1996 nepostoupili do playoff a byla to první ze čtyř sezón, kdy nepostoupili do playoff. V létě 1997 Canucks podepsali smlouvu s jedním z nejlepších hráčů historie, Markem Messierem. Blízko dohody byli i s Waynem Gretzkym. Před sezónou 1997–98 předal Linden kapitánské „céčko“ Messierovi, ale v šatně sílilo napětí a nepřátelství. Brzy nato byl vyhozen Pat Quinn a jako trenér byl jmenován Mike Keenan. Jenže napětí v kabině rostlo, až nakonec Linden odešel do New Yorku Islanders. Úsilí ligy o větší popularitu NHL vyústilo ke dvěma utkáním mezi Canucks a Mighty Ducks of Anaheim v japonském Tokiu. Bylo to vůbec poprvé, kdy týmy NHL hrály soutěžní utkání mimo Severní Ameriku.
V roce 1999 odchází do týmu Florida Panthers další výjimečný hráč a to Pavel Bure. Generální manažer Brian Burke se připravoval celou sezónu na draft, aby mohl draftovat Daniela a Henrika Sedinovi. Tyto Švédy si vybral jako dvojku respektive trojku draftu.
Canucks na začátku tisíciletí začali projevovat zlepšení. Z týmu odešel kapitán týmu Mark Messier do New York Rangers a kapitánem byl zvolen Markus Näslund, kterým byl celých osm let.

### 2001–05: Léta tria „West coast express“
Pod vedením generálního manažera Briana Burka a trenéra Marca Crawforda šel výkon mužstva nahoru. Na jeho vzestupu měla výrazný podíl útočná řada Markus Näslund, Todd Bertuzzi, Brendan Morrison. Od médií dostali přezdívku „West coast express“ podle železnice stejného názvu. Marcus Näslund se zařadil mezi nejlepší hráče ligy. Na konci základní části sezóny 2003–04, získal Todd Bertuzzi značnou pozornost médií po násilném útoku na hráče Colorada Avalanche Steve Moora, kdy ho zezadu praštil hokejkou do hlavy. Jak Moore dopadl na led, tak Bertuzzi přistál na něm. Moore utrpěl tři zlomeniny krčních obratlů, pohmožděniny v obličeji, otřes mozku. Jednalo se o odvetu na Moora, který v předchozím utkání napadl Näslunda. Bertuzzimu byla pozastavena činnost až do začátku sezóny 2005–06 a také čelil žalobě za tento útok u soudu.

### 2005–10: Období po stávce
Po vyřešení pracovního sporu mezi NHL a NHLPA, byla stanovena nová pravidla, která měla napomoci většímu počtu branek. Hlavní trenér Marc Crawford byl vyměněn Alainem Vigneaultem. Ten odeslal Bertuzziho k týmu Florida Panthers za Roberta Luonga. Tím skončilo trio „West Coast Express“. Näslund a Morrison skončili v týmu o dva roky později. Trenér Vigneault začal stavět tým kolem dvojčat Sedinů. Ve své první sezóně byl Roberto Luongo nominován na Hart Memorial Trophy a Vezina Trophy. Ve stejné sezóně získal Jack Adams Award (nejlepší trenér) Alain Vigneault.
Po sezóně 2007–08 ukončili aktivní kariéru ikony Canucks bývalý kapitáni Trevor Linden a Marcus Näslund. Definitivně začala éra bratrů Sedinů. Kapitánem byl jmenován Roberto Luongo. Byl to první brankař, který byl jmenován kapitánem od roku 1947. Tím byl naposledy Bill Durnan v Montrealu Canadiens.
V roce 2010 získal Henrik Sedin Art Ross Trophy a Hart Memorial Trophy a stal se prvním hráčem Canucks, který tyto vysoce ceněná ocenění získal.

### 2010–13: 40. výroční sezóna, výluka, konec Vigneaultovy éry
Před sezónou 2010–11 byl Henrik Sedin ustanoven novým kapitánem týmu. Canucks vyhráli západní konferenci poprvé v historii a získali Presidents´ Trophy. Art Ross Trophy získal znovu Sedin, tentokrát Daniel.
Završením výroční sezóny byla účast ve finále Stanley Cupu proti Boston Bruins. Bruins porazili Canucks 4:3 na zápasy. Stejně jako v roce 1994, opět po prohraném finále zavládlo ve městě násilí a rabování v centru Vancouveru.
Během sezóny 2011–12 Canucks předváděli výborný hokej a obhájili Presidents' Trophy. Skvěle rozjetou sezónu jim přeťali „Králové“ z Los Angeles, pozdější vítězové Stanley Cupu.
Před začátkem sezóny 2012–13 zasáhla NHL výluka, která trvala, až do půlky ledna 2013. V tomto roce také Canucks oslavili 100. výročí od založení Vancouver Millionaires. Vancouver dokončil sezónu s pátým po sobě jdoucím vítězstvím v divizi. Ale v playoff vypadli v prvním kole a následně byl propuštěn hlavní trenér Alain Vigneault. Novým trenérem byl ustanoven John Tortorella.

## Úspěchy
- Vítěz základní části (2×)
  - 2010/11, 2011/12
- Vítěz Campbellovy konference (západní konference) (3×)
  - 1981/82, 1993/94, 2010/11
- Vítěz Smytheovy divize (3×)
  - 1974/75, 1991/92, 1992/93
- Vítěz severozápadní divize (7×)
  - 2003/04, 2006/07, 2008/09, 2009/10, 2010/11, 2011/12, 2012/13
- Vítěz pacifické divize (1×)
  - 2023/24

## Individuální trofeje
Zdroj: 
| Individuální trofeje             | Rok a hráč                                                                           |
| -------------------------------- | ------------------------------------------------------------------------------------ |
| Art Ross Trophy                  | 2009/10 • Henrik Sedin 2010/11 • Daniel Sedin                                        |
| Calder Memorial Trophy           | 1991/92 • Pavel Bure 2018/19 • Elias Pettersson                                      |
| Conn Smythe Trophy               | nikdo                                                                                |
| Roger Crozier Saving Grace Award | nikdo                                                                                |
| Hart Memorial Trophy             | nikdo                                                                                |
| William M. Jennings Trophy       | 2010/11 • Roberto Luongo a Cory Schneider                                            |
| King Clancy Memorial Trophy      | 1996/97 • Trevor Linden 2015/16 • Henrik Sedin 2017/18 • Daniel Sedin a Henrik Sedin |
| Lady Byng Memorial Trophy        | nikdo                                                                                |
| Bill Masterton Memorial Trophy   | nikdo                                                                                |
| Mark Messier Leadership Award    | nikdo                                                                                |
| James Norris Memorial Trophy     | 2023/24 • Quinn Hughes                                                               |
| Ted Lindsay Award                | 2002/03 • Markus Näslund 2010/11 • Daniel Sedin                                      |
| NHL Plus/Minus Award             | 2003/04 • Marek Malík                                                                |
| Maurice Richard Trophy           | nikdo                                                                                |
| Frank J. Selke Trophy            | 2010/11 • Ryan Kesler                                                                |
| Vezina Trophy                    | nikdo                                                                                |
| NHL Foundation Player Award      | 2007/08 • Trevor Linden                                                              |
| Jack Adams Award                 | 1991/92 • Pat Quinn 2006/07 • Alain Vigneault 2023/24 • Rick Tocchet                 |

## Individuální rekordy jednotlivých sezón

### Základní část
- Zdroj zde

| 1970/1971 |
| 1971/1972 |
| 1972/1973 |
| 1973/1974 |
| 1974/1975 |
| 1975/1976 |
| 1976/1977 |
| 1977/1978 |
| 1978/1979 |
| 1979/1980 |
| 1980/1981 |
| 1981/1982 |
| 1982/1983 |
| 1983/1984 |
| 1984/1985 |
| 1985/1986 |
| 1986/1987 |
| 1987/1988 |
| 1988/1989 |
| 1989/1990 |
| 1990/1991 |
| 1991/1992 |
| 1992/1993 |
| 1993/1994 |
| 1994/1995 |
| 1995/1996 |
| 1996/1997 |
| 1997/1998 |
| 1998/1999 |
| 1999/2000 |
| 2000/2001 |
| 2001/2002 |
| 2002/2003 |
| 2003/2004 |
| 2004/2005 |
| 2005/2006 |
| 2006/2007 |
| 2007/2008 |
| 2008/2009 |
| 2009/2010 |
| 2010/2011 |
| 2011/2012 |
| 2012/2013 |
| 2013/2014 |
| 2014/2015 |
| 2015/2016 |
| 2016/2017 |
| 2017/2018 |
| 2018/2019 |
| 2019/2020 |
| 2020/2021 |
| 2021/2022 |
| 2022/2023 |
| 2023/2024 |
| 2024/2025 |

| Rosaire Paiement   | 34 |
| Andre Boudrias     | 27 |
| Bobby Schmautz     | 38 |
| Dennis Ververgaert | 26 |
| Don Lever          | 38 |
| Dennis Ververgaert | 37 |
| Rick Blight        | 28 |
| Mike Walton        | 29 |
| Ron Sedlbauer      | 40 |
| Ivan Boldirev      | 32 |
| Dave Williams      | 35 |
| Thomas Gradin      | 37 |
| Darcy Rota         | 42 |
| Tony Tanti         | 45 |
| Tony Tanti         | 39 |
| Tony Tanti         | 39 |
| Tony Tanti         | 41 |
| Tony Tanti         | 40 |
| Trevor Linden      | 30 |
| Greg Adams         | 30 |
| Trevor Linden      | 33 |
| Pavel Bure         | 34 |
| Pavel Bure         | 60 |
| Pavel Bure         | 60 |
| Pavel Bure         | 20 |
| Alexandr Mogilnyj  | 55 |
| Martin Gelinas     | 35 |
| Pavel Bure         | 51 |
| Markus Näslund     | 36 |
| Markus Näslund     | 27 |
| Markus Näslund     | 41 |
| Markus Näslund     | 40 |
| Markus Näslund     | 48 |
| Markus Näslund     | 35 |
| stávka             |    |
| Anson Carter       | 33 |
| Daniel Sedin       | 36 |
| Daniel Sedin       | 29 |
| Daniel Sedin       | 31 |
| Alexandre Burrows  | 35 |
| Daniel Sedin       | 41 |
| Daniel Sedin       | 30 |
| Alexandre Burrows  | 13 |
| Ryan Kesler        | 25 |
| Radim Vrbata       | 31 |
| Daniel Sedin       | 28 |
| Bo Horvat          | 20 |
| Brock Boeser       | 29 |
| Elias Pettersson   | 28 |
| Elias Pettersson   | 27 |
| Brock Boeser       | 23 |
| J.T. Miller        | 32 |
| Elias Pettersson   | 39 |
| Brock Boeser       | 40 |
| Jake DeBrusk       | 28 |

| Dale Tallon        | 42 |
| Jocelyn Guevremont | 38 |
| Andre Boudrias     | 40 |
| Andre Boudrias     | 59 |
| Andre Boudrias     | 62 |
| Chris Oddleifson   | 46 |
| Dennis Kearns      | 55 |
| Dennis Kearns      | 42 |
| Dennis Kearns      | 31 |
| Stan Smyl          | 47 |
| Thomas Gradin      | 48 |
| Thomas Gradin      | 49 |
| Thomas Gradin      | 54 |
| Thomas Gradin      | 57 |
| Patrik Sundstrom   | 43 |
| Patrik Sundstrom   | 48 |
| Barry Pederson     | 52 |
| Barry Pederson     | 52 |
| Paul Reinhart      | 50 |
| Paul Reinhart      | 40 |
| Trevor Linden      | 37 |
| Cliff Ronning      | 47 |
| Cliff Ronning      | 53 |
| Jeff Brown         | 52 |
| Russ Courtnall     | 24 |
| Alexandr Mogilnyj  | 52 |
| Alexandr Mogilnyj  | 42 |
| Pavel Bure         | 39 |
| Mark Messier       | 35 |
| Andrew Cassels     | 45 |
| Andrew Cassels     | 44 |
| Markus Näslund     | 50 |
| Markus Näslund     | 56 |
| Markus Näslund     | 49 |
| stávka             |    |
| Henrik Sedin       | 57 |
| Henrik Sedin       | 71 |
| Henrik Sedin       | 61 |
| Henrik Sedin       | 60 |
| Henrik Sedin       | 83 |
| Henrik Sedin       | 75 |
| Henrik Sedin       | 67 |
| Henrik Sedin       | 34 |
| Henrik Sedin       | 39 |
| Daniel Sedin       | 56 |
| Henrik Sedin       | 44 |
| Henrik Sedin       | 35 |
| Henrik Sedin       | 47 |
| Elias Pettersson   | 38 |
| Quinn Hughes       | 45 |
| Quinn Hughes       | 38 |
| J.T. Miller        | 67 |
| Quinn Hughes       | 69 |
| Quinn Hughes       | 75 |
| Quinn Hughes       | 60 |

| Andre Boudrias     | 66  |
| Orland Kurtenbach  | 61  |
| Bobby Schmautz     | 71  |
| Andre Boudrias     | 75  |
| Andre Boudrias     | 78  |
| Dennis Ververgaert | 71  |
| Rick Blight        | 68  |
| Mike Walton        | 66  |
| Ron Sedlbauer      | 56  |
| Stan Smyl          | 78  |
| Thomas Gradin      | 69  |
| Thomas Gradin      | 86  |
| Stan Smyl          | 88  |
| Patrik Sundstrom   | 91  |
| Patrik Sundstrom   | 68  |
| Petri Skriko       | 78  |
| Tony Tanti         | 79  |
| Tony Tanti         | 77  |
| Petri Skriko       | 66  |
| Dan Quinn          | 63  |
| Trevor Linden      | 70  |
| Trevor Linden      | 75  |
| Pavel Bure         | 110 |
| Pavel Bure         | 107 |
| Pavel Bure         | 43  |
| Alexandr Mogilnyj  | 107 |
| Alexandr Mogilnyj  | 73  |
| Pavel Bure         | 90  |
| Markus Näslund     | 66  |
| Markus Näslund     | 65  |
| Markus Näslund     | 75  |
| Markus Näslund     | 90  |
| Markus Näslund     | 104 |
| Markus Näslund     | 84  |
| stávka             |     |
| Markus Näslund     | 79  |
| Daniel Sedin       | 84  |
| Henrik Sedin       | 76  |
| Henrik Sedin       | 82  |
| Henrik Sedin       | 112 |
| Daniel Sedin       | 104 |
| Henrik Sedin       | 81  |
| Henrik Sedin       | 45  |
| Henrik Sedin       | 50  |
| Daniel Sedin       | 76  |
| Daniel Sedin       | 61  |
| Bo Horvat          | 52  |
| Daniel Sedin       | 55  |
| Elias Pettersson   | 66  |
| J.T. Miller        | 72  |
| Brock Boeser       | 49  |
| J.T. Miller        | 99  |
| Elias Pettersson   | 102 |
| J.T. Miller        | 103 |
| Quinn Hughes       | 76  |

## Češi a Slováci ve Vancouver Canucks
| Sezóna                                                                   | Hráči – Češi                               | Hráči – Slováci               | Soupiska       | Playoffs       |                |                |                |                |                |                |
| 1980/1981                                                                | Rick Lanz                                  | nikdo                         | Zde            |                |                |                |                |                |                |                |
| 1981/1982                                                                | Ivan Hlinka • Jiří Bubla • Rick Lanz       | nikdo                         | Zde            |                |                |                |                |                |                |                |
| 1982/1983                                                                | Ivan Hlinka • Jiří Bubla • Rick Lanz       | nikdo                         | Zde            |                |                |                |                |                |                |                |
| 1983/1984                                                                | Jiří Bubla                                 | nikdo                         | Zde            |                |                |                |                |                |                |                |
| 1984/1985                                                                | Jiří Bubla                                 | nikdo                         | Zde            | Ne             |                |                |                |                |                |                |
| 1985/1986                                                                | Jiří Bubla • Rick Lanz                     | nikdo                         | Zde            |                |                |                |                |                |                |                |
| 1986/1987                                                                | nikdo                                      | nikdo                         | Zde            | Ne             |                |                |                |                |                |                |
| 1987/1988                                                                | nikdo                                      | nikdo                         | Zde            | Ne             |                |                |                |                |                |                |
| 1988/1989                                                                | nikdo                                      | nikdo                         | Zde            |                |                |                |                |                |                |                |
| 1989/1990                                                                | nikdo                                      | nikdo                         | Zde            | Ne             |                |                |                |                |                |                |
| 1990/1991                                                                | Robert Kron • Petr Nedvěd                  | nikdo                         | Zde            |                |                |                |                |                |                |                |
| 1991/1992                                                                | Robert Kron • Petr Nedvěd                  | nikdo                         | Zde            |                |                |                |                |                |                |                |
| 1992/1993                                                                | Petr Nedvěd • Jiří Šlégr                   | nikdo                         | Zde            |                |                |                |                |                |                |                |
| 1993/1994                                                                | Jiří Šlégr                                 | nikdo                         | Zde            |                |                |                |                |                |                |                |
| 1994/1995                                                                | Jiří Šlégr • Josef Beránek                 | nikdo                         | Zde            |                |                |                |                |                |                |                |
| 1995/1996                                                                | Josef Beránek • František Kučera           | nikdo                         | Zde            |                |                |                |                |                |                |                |
| 1996/1997                                                                | František Kučera                           | nikdo                         | Zde            | Ne             |                |                |                |                |                |                |
| 1997/1998                                                                | nikdo                                      | Ľubomír Vaic                  | Zde            | Ne             |                |                |                |                |                |                |
| 1998/1999                                                                | nikdo                                      | nikdo                         | Zde            | Ne             |                |                |                |                |                |                |
| 1999/2000                                                                | nikdo                                      | Ľubomír Vaic                  | Zde            | Ne             |                |                |                |                |                |                |
| 2000/2001                                                                | nikdo                                      | nikdo                         | Zde            |                |                |                |                |                |                |                |
| 2001/2002                                                                | Jan Hlaváč                                 | nikdo                         | Zde            |                |                |                |                |                |                |                |
| 2002/2003                                                                | Jan Hlaváč • Marek Malík                   | nikdo                         | Zde            |                |                |                |                |                |                |                |
| 2003/2004                                                                | Jiří Šlégr • Martin Ručinský • Marek Malík | nikdo                         | Zde            |                |                |                |                |                |                |                |
| 2004/2005                                                                | Sezóna zrušena                             | Sezóna zrušena                | Sezóna zrušena | Sezóna zrušena | Sezóna zrušena | Sezóna zrušena | Sezóna zrušena | Sezóna zrušena | Sezóna zrušena | Sezóna zrušena |
| 2005/2006                                                                | Tomáš Mojžíš                               | Jozef Balej                   | Zde            | Ne             |                |                |                |                |                |                |
| 2006/2007                                                                | Jan Bulis • Lukáš Krajíček                 | nikdo                         | Zde            |                |                |                |                |                |                |                |
| 2007/2008                                                                | Lukáš Krajíček                             | nikdo                         | Zde            | Ne             |                |                |                |                |                |                |
| 2008/2009                                                                | nikdo                                      | Pavol Demitra                 | Zde            | Zde            |                |                |                |                |                |                |
| 2009/2010                                                                | nikdo                                      | Pavol Demitra • Mário Bližňák | Zde            |                |                |                |                |                |                |                |
| 2010/2011                                                                | nikdo                                      | Mário Bližňák                 | Zde            |                |                |                |                |                |                |                |
| 2011/2012                                                                | nikdo                                      | nikdo                         | Zde            |                |                |                |                |                |                |                |
| 2012/2013                                                                | nikdo                                      | nikdo                         | Zde            |                |                |                |                |                |                |                |
| 2013/2014                                                                | nikdo                                      | nikdo                         | Zde            | Ne             |                |                |                |                |                |                |
| 2014/2015                                                                | Radim Vrbata                               | nikdo                         | Zde            |                |                |                |                |                |                |                |
| 2015/2016                                                                | Radim Vrbata                               | nikdo                         | Zde            | Ne             |                |                |                |                |                |                |
| 2016/2017                                                                | nikdo                                      | nikdo                         | Zde            | Ne             |                |                |                |                |                |                |
| 2017/2018                                                                | nikdo                                      | nikdo                         | Zde            | Ne             |                |                |                |                |                |                |
| 2018/2019                                                                | nikdo                                      | nikdo                         | Zde            | Ne             |                |                |                |                |                |                |
| 2019/2020                                                                | nikdo                                      | nikdo                         | Zde            |                |                |                |                |                |                |                |
| 2020/2021                                                                | nikdo                                      | nikdo                         | Zde            | Ne             |                |                |                |                |                |                |
| 2021/2022                                                                | nikdo                                      | Jaroslav Halák                | Zde            | Ne             |                |                |                |                |                |                |
| 2022/2023                                                                | Filip Hronek                               | nikdo                         | Zde            | Ne             |                |                |                |                |                |                |
| 2023/2024                                                                | Filip Hronek                               | nikdo                         | Zde            |                |                |                |                |                |                |                |
| 2024/2025                                                                | Filip Hronek • Filip Chytil                | nikdo                         | Zde            | Ne             |                |                |                |                |                |                |
| 2025/2026                                                                | Filip Hronek • Filip Chytil                | nikdo                         | Zde            |                |                |                |                |                |                |                |
| Češi - Zdroj na Eliteprospects.com Slováci - Zdroj na Eliteprospects.com |                                            |                               |                |                |                |                |                |                |                |                |

## Umístění v jednotlivých sezonách
| USA / Kanada (1970 –) |                            |        |                                                                          |                                                                          |                                                                          |                                                                          |                                                                          |                                                                          |                                                                          |                                                                          |                                                                          |                                                                          |                                                                          |                |
| Sezóny                | Liga                       | Úroveň | Z                                                                        | V                                                                        | VP                                                                       | R                                                                        | PP                                                                       | P                                                                        | VG                                                                       | OG                                                                       | +/-                                                                      | B                                                                        | Pozice                                                                   | Play-off       |
| 1970/71               | NHL (Východní divize)      | 1      | 78                                                                       | 24                                                                       | –                                                                        | 8                                                                        | –                                                                        | 46                                                                       | 229                                                                      | 296                                                                      | -67                                                                      | 56                                                                       | 6.                                                                       | Ne             |
| 1971/72               | NHL (Východní divize)      | 1      | 78                                                                       | 20                                                                       | –                                                                        | 8                                                                        | –                                                                        | 50                                                                       | 203                                                                      | 297                                                                      | -94                                                                      | 48                                                                       | 7.                                                                       | Ne             |
| 1972/73               | NHL (Východní divize)      | 1      | 78                                                                       | 22                                                                       | –                                                                        | 9                                                                        | –                                                                        | 47                                                                       | 233                                                                      | 339                                                                      | -106                                                                     | 53                                                                       | 7.                                                                       | Ne             |
| 1973/74               | NHL (Východní divize)      | 1      | 78                                                                       | 24                                                                       | –                                                                        | 11                                                                       | –                                                                        | 43                                                                       | 224                                                                      | 296                                                                      | -72                                                                      | 59                                                                       | 7.                                                                       | Ne             |
| 1974/75               | NHL (Smytheova divize)     | 1      | 80                                                                       | 38                                                                       | –                                                                        | 10                                                                       | –                                                                        | 32                                                                       | 271                                                                      | 254                                                                      | +17                                                                      | 86                                                                       | 1.                                                                       | Čtvrtfinále    |
| 1975/76               | NHL (Smytheova divize)     | 1      | 80                                                                       | 33                                                                       | –                                                                        | 15                                                                       | –                                                                        | 32                                                                       | 271                                                                      | 272                                                                      | -1                                                                       | 81                                                                       | 2.                                                                       | Předkolo       |
| 1976/77               | NHL (Smytheova divize)     | 1      | 80                                                                       | 25                                                                       | –                                                                        | 13                                                                       | –                                                                        | 42                                                                       | 236                                                                      | 294                                                                      | -58                                                                      | 63                                                                       | 4.                                                                       | Ne             |
| 1977/78               | NHL (Smytheova divize)     | 1      | 80                                                                       | 20                                                                       | –                                                                        | 17                                                                       | –                                                                        | 43                                                                       | 239                                                                      | 320                                                                      | -81                                                                      | 57                                                                       | 3.                                                                       | Ne             |
| 1978/79               | NHL (Smytheova divize)     | 1      | 80                                                                       | 25                                                                       | –                                                                        | 13                                                                       | –                                                                        | 42                                                                       | 217                                                                      | 291                                                                      | -74                                                                      | 63                                                                       | 2.                                                                       | Předkolo       |
| 1979/80               | NHL (Smytheova divize)     | 1      | 80                                                                       | 27                                                                       | –                                                                        | 16                                                                       | –                                                                        | 37                                                                       | 256                                                                      | 281                                                                      | -25                                                                      | 70                                                                       | 3.                                                                       | Osmifinále     |
| 1980/81               | NHL (Smytheova divize)     | 1      | 80                                                                       | 28                                                                       | –                                                                        | 20                                                                       | –                                                                        | 32                                                                       | 289                                                                      | 301                                                                      | -12                                                                      | 76                                                                       | 2.                                                                       | Osmifinále     |
| 1981/82               | NHL (Smytheova divize)     | 1      | 80                                                                       | 30                                                                       | –                                                                        | 17                                                                       | –                                                                        | 33                                                                       | 290                                                                      | 286                                                                      | +4                                                                       | 77                                                                       | 2.                                                                       | Finále SC      |
| 1982/83               | NHL (Smytheova divize)     | 1      | 80                                                                       | 30                                                                       | –                                                                        | 15                                                                       | –                                                                        | 35                                                                       | 303                                                                      | 309                                                                      | -6                                                                       | 75                                                                       | 3.                                                                       | Čtvrtfinále CK |
| 1983/84               | NHL (Smytheova divize)     | 1      | 80                                                                       | 32                                                                       | –                                                                        | 9                                                                        | –                                                                        | 39                                                                       | 306                                                                      | 328                                                                      | -22                                                                      | 73                                                                       | 3.                                                                       | Čtvrtfinále CK |
| 1984/85               | NHL (Smytheova divize)     | 1      | 80                                                                       | 25                                                                       | –                                                                        | 9                                                                        | –                                                                        | 46                                                                       | 284                                                                      | 401                                                                      | -117                                                                     | 59                                                                       | 5.                                                                       | Ne             |
| 1985/86               | NHL (Smytheova divize)     | 1      | 80                                                                       | 23                                                                       | –                                                                        | 13                                                                       | –                                                                        | 44                                                                       | 282                                                                      | 333                                                                      | -51                                                                      | 74                                                                       | 4.                                                                       | Čtvrtfinále CK |
| 1986/87               | NHL (Smytheova divize)     | 1      | 80                                                                       | 29                                                                       | –                                                                        | 8                                                                        | –                                                                        | 43                                                                       | 282                                                                      | 314                                                                      | -32                                                                      | 66                                                                       | 5.                                                                       | Ne             |
| 1987/88               | NHL (Smytheova divize)     | 1      | 80                                                                       | 25                                                                       | –                                                                        | 9                                                                        | –                                                                        | 46                                                                       | 272                                                                      | 320                                                                      | -48                                                                      | 59                                                                       | 5.                                                                       | Ne             |
| 1988/89               | NHL (Smytheova divize)     | 1      | 80                                                                       | 33                                                                       | –                                                                        | 8                                                                        | –                                                                        | 39                                                                       | 251                                                                      | 253                                                                      | -2                                                                       | 74                                                                       | 4.                                                                       | Čtvrtfinále CK |
| 1989/90               | NHL (Smytheova divize)     | 1      | 80                                                                       | 25                                                                       | –                                                                        | 14                                                                       | –                                                                        | 31                                                                       | 245                                                                      | 306                                                                      | -61                                                                      | 64                                                                       | 5.                                                                       | Ne             |
| 1990/91               | NHL (Smytheova divize)     | 1      | 80                                                                       | 28                                                                       | –                                                                        | 9                                                                        | –                                                                        | 43                                                                       | 243                                                                      | 315                                                                      | -72                                                                      | 65                                                                       | 4.                                                                       | Čtvrtfinále CK |
| 1991/92               | NHL (Smytheova divize)     | 1      | 80                                                                       | 42                                                                       | –                                                                        | 12                                                                       | –                                                                        | 26                                                                       | 285                                                                      | 350                                                                      | +35                                                                      | 96                                                                       | 1.                                                                       | Semifinále CK  |
| 1992/93               | NHL (Smytheova divize)     | 1      | 84                                                                       | 46                                                                       | –                                                                        | 9                                                                        | –                                                                        | 29                                                                       | 346                                                                      | 278                                                                      | +68                                                                      | 101                                                                      | 1.                                                                       | Semifinále CK  |
| 1993/94               | NHL (Pacifická divize)     | 1      | 84                                                                       | 41                                                                       | –                                                                        | 3                                                                        | –                                                                        | 40                                                                       | 279                                                                      | 276                                                                      | +3                                                                       | 85                                                                       | 2.                                                                       | Finále SC      |
| 1994/95               | NHL (Pacifická divize)     | 1      | 48                                                                       | 18                                                                       | –                                                                        | 18                                                                       | –                                                                        | 12                                                                       | 153                                                                      | 148                                                                      | +5                                                                       | 48                                                                       | 2.                                                                       | Semifinále ZK  |
| 1995/96               | NHL (Pacifická divize)     | 1      | 82                                                                       | 32                                                                       | –                                                                        | 15                                                                       | –                                                                        | 35                                                                       | 278                                                                      | 278                                                                      | 0                                                                        | 79                                                                       | 3.                                                                       | Čtvrtfinále ZK |
| 1996/97               | NHL (Pacifická divize)     | 1      | 82                                                                       | 35                                                                       | –                                                                        | 7                                                                        | –                                                                        | 40                                                                       | 257                                                                      | 273                                                                      | -16                                                                      | 77                                                                       | 4.                                                                       | Ne             |
| 1997/98               | NHL (Pacifická divize)     | 1      | 82                                                                       | 25                                                                       | –                                                                        | 14                                                                       | –                                                                        | 43                                                                       | 224                                                                      | 273                                                                      | -49                                                                      | 64                                                                       | 7.                                                                       | Ne             |
| 1998/99               | NHL (Severozápadní divize) | 1      | 82                                                                       | 23                                                                       | –                                                                        | 12                                                                       | –                                                                        | 47                                                                       | 192                                                                      | 258                                                                      | -66                                                                      | 58                                                                       | 4.                                                                       | Ne             |
| 1999/00               | NHL (Severozápadní divize) | 1      | 82                                                                       | 30                                                                       | –                                                                        | 15                                                                       | 8                                                                        | 29                                                                       | 227                                                                      | 237                                                                      | -10                                                                      | 83                                                                       | 3.                                                                       | Ne             |
| 2000/01               | NHL (Severozápadní divize) | 1      | 82                                                                       | 36                                                                       | –                                                                        | 11                                                                       | 7                                                                        | 28                                                                       | 239                                                                      | 238                                                                      | +1                                                                       | 90                                                                       | 3.                                                                       | Čtvrtfinále ZK |
| 2001/02               | NHL (Severozápadní divize) | 1      | 82                                                                       | 42                                                                       | –                                                                        | 7                                                                        | 3                                                                        | 30                                                                       | 254                                                                      | 211                                                                      | +43                                                                      | 94                                                                       | 2.                                                                       | Čtvrtfinále ZK |
| 2002/03               | NHL (Severozápadní divize) | 1      | 82                                                                       | 45                                                                       | –                                                                        | 13                                                                       | 1                                                                        | 23                                                                       | 264                                                                      | 208                                                                      | +56                                                                      | 104                                                                      | 2.                                                                       | Semifinále ZK  |
| 2003/04               | NHL (Severozápadní divize) | 1      | 82                                                                       | 43                                                                       | –                                                                        | 10                                                                       | 5                                                                        | 24                                                                       | 235                                                                      | 194                                                                      | +41                                                                      | 101                                                                      | 1.                                                                       | Čtvrtfinále ZK |
| 2004/05               | NHL (Severozápadní divize) | 1      | Soutěž byla v této sezóně z důvodu chybějící kolektivní smlouvy zrušena. | Soutěž byla v této sezóně z důvodu chybějící kolektivní smlouvy zrušena. | Soutěž byla v této sezóně z důvodu chybějící kolektivní smlouvy zrušena. | Soutěž byla v této sezóně z důvodu chybějící kolektivní smlouvy zrušena. | Soutěž byla v této sezóně z důvodu chybějící kolektivní smlouvy zrušena. | Soutěž byla v této sezóně z důvodu chybějící kolektivní smlouvy zrušena. | Soutěž byla v této sezóně z důvodu chybějící kolektivní smlouvy zrušena. | Soutěž byla v této sezóně z důvodu chybějící kolektivní smlouvy zrušena. | Soutěž byla v této sezóně z důvodu chybějící kolektivní smlouvy zrušena. | Soutěž byla v této sezóně z důvodu chybějící kolektivní smlouvy zrušena. | Soutěž byla v této sezóně z důvodu chybějící kolektivní smlouvy zrušena. |                |
| 2005/06               | NHL (Severozápadní divize) | 1      | 82                                                                       | 42                                                                       | –                                                                        | –                                                                        | 8                                                                        | 32                                                                       | 256                                                                      | 255                                                                      | +1                                                                       | 92                                                                       | 4.                                                                       | Ne             |
| 2006/07               | NHL (Severozápadní divize) | 1      | 82                                                                       | 49                                                                       | –                                                                        | –                                                                        | 7                                                                        | 26                                                                       | 222                                                                      | 201                                                                      | +21                                                                      | 105                                                                      | 1.                                                                       | Semifinále ZK  |
| 2007/08               | NHL (Severozápadní divize) | 1      | 82                                                                       | 39                                                                       | –                                                                        | –                                                                        | 10                                                                       | 33                                                                       | 213                                                                      | 215                                                                      | -2                                                                       | 88                                                                       | 5.                                                                       | Ne             |
| 2008/09               | NHL (Severozápadní divize) | 1      | 82                                                                       | 45                                                                       | –                                                                        | –                                                                        | 10                                                                       | 27                                                                       | 246                                                                      | 220                                                                      | +26                                                                      | 100                                                                      | 1.                                                                       | Semifinále ZK  |
| 2009/10               | NHL (Severozápadní divize) | 1      | 82                                                                       | 49                                                                       | –                                                                        | –                                                                        | 5                                                                        | 28                                                                       | 272                                                                      | 222                                                                      | +50                                                                      | 103                                                                      | 1.                                                                       | Semifinále ZK  |
| 2010/11               | NHL (Severozápadní divize) | 1      | 82                                                                       | 54                                                                       | –                                                                        | –                                                                        | 9                                                                        | 19                                                                       | 262                                                                      | 185                                                                      | +77                                                                      | 117                                                                      | 1.                                                                       | Finále SC      |
| 2011/12               | NHL (Severozápadní divize) | 1      | 82                                                                       | 51                                                                       | –                                                                        | –                                                                        | 9                                                                        | 22                                                                       | 249                                                                      | 198                                                                      | +51                                                                      | 111                                                                      | 1.                                                                       | Čtvrtfinále ZK |
| 2012/13               | NHL (Severozápadní divize) | 1      | 48                                                                       | 26                                                                       | –                                                                        | –                                                                        | 7                                                                        | 15                                                                       | 127                                                                      | 121                                                                      | +6                                                                       | 59                                                                       | 1.                                                                       | Čtvrtfinále ZK |
| 2013/14               | NHL (Pacifická divize)     | 1      | 82                                                                       | 36                                                                       | –                                                                        | –                                                                        | 11                                                                       | 35                                                                       | 196                                                                      | 223                                                                      | -52                                                                      | 83                                                                       | 5.                                                                       | Ne             |
| 2014/15               | NHL (Pacifická divize)     | 1      | 82                                                                       | 48                                                                       | –                                                                        | –                                                                        | 5                                                                        | 29                                                                       | 242                                                                      | 222                                                                      | +20                                                                      | 101                                                                      | 2.                                                                       | Čtvrtfinále ZK |
| 2015/16               | NHL (Pacifická divize)     | 1      | 82                                                                       | 31                                                                       | –                                                                        | –                                                                        | 13                                                                       | 38                                                                       | 191                                                                      | 243                                                                      | -52                                                                      | 75                                                                       | 6.                                                                       | Ne             |
| 2016/17               | NHL (Pacifická divize)     | 1      | 82                                                                       | 19                                                                       | 11                                                                       | –                                                                        | 9                                                                        | 43                                                                       | 182                                                                      | 243                                                                      | -61                                                                      | 69                                                                       | 7.                                                                       | Ne             |
| 2017/18               | NHL (Pacifická divize)     | 1      | 82                                                                       | 25                                                                       | 6                                                                        | –                                                                        | 11                                                                       | 40                                                                       | 218                                                                      | 264                                                                      | -46                                                                      | 73                                                                       | 7.                                                                       | Ne             |
| 2018/19               | NHL (Pacifická divize)     | 1      | 82                                                                       | 22                                                                       | 13                                                                       | –                                                                        | 11                                                                       | 36                                                                       | 225                                                                      | 254                                                                      | -29                                                                      | 81                                                                       | 5.                                                                       | Ne             |
| 2019/20               | NHL (Pacifická divize)     | 1      | 69                                                                       | 27                                                                       | 9                                                                        | –                                                                        | 6                                                                        | 27                                                                       | 228                                                                      | 217                                                                      | +11                                                                      | 78                                                                       | 4.                                                                       | Semifinále ZK  |
| 2020/21               | NHL (Západní divize)       | 1      | 56                                                                       | 17                                                                       | 6                                                                        | –                                                                        | 4                                                                        | 29                                                                       | 151                                                                      | 188                                                                      | -37                                                                      | 50                                                                       | 7.                                                                       | Ne             |
| 2021/22               | NHL (Pacifická divize)     | 1      | 82                                                                       | 32                                                                       | 8                                                                        | –                                                                        | 12                                                                       | 30                                                                       | 249                                                                      | 236                                                                      | +13                                                                      | 92                                                                       | 5.                                                                       | Ne             |
| 2022/23               | NHL (Pacifická divize)     | 1      | 82                                                                       | 24                                                                       | 14                                                                       | –                                                                        | 7                                                                        | 37                                                                       | 276                                                                      | 298                                                                      | -22                                                                      | 83                                                                       | 6.                                                                       | Ne             |
| 2023/24               | NHL (Pacifická divize)     | 1      | 82                                                                       | 44                                                                       | 6                                                                        | –                                                                        | 9                                                                        | 23                                                                       | 279                                                                      | 223                                                                      | +56                                                                      | 109                                                                      | 1.                                                                       | Semifinále ZK  |
| 2024/25               | NHL (Pacifická divize)     |        |                                                                          |                                                                          |                                                                          |                                                                          |                                                                          |                                                                          |                                                                          |                                                                          |                                                                          |                                                                          |                                                                          | Ne             |
| Zdroj na NHL.com      |                            |        |                                                                          |                                                                          |                                                                          |                                                                          |                                                                          |                                                                          |                                                                          |                                                                          |                                                                          |                                                                          |                                                                          |                |

### Přehled kapitánů a trenérů v jednotlivých sezónách
| Sezóna    | Kapitán           | Hlavní trenér     |
| --------- | ----------------- | ----------------- |
| 1970/1971 | Orland Kurtenbach | Hal Laycoe        |
| 1971/1972 | Orland Kurtenbach | Hal Laycoe        |
| 1972/1973 | Orland Kurtenbach | Vic Stasiuk       |
| 1973/1974 | Orland Kurtenbach | Phil Maloney      |
| 1974/1975 | bez kapitána      | Phil Maloney      |
| 1975/1976 | André Boudrias    | Phil Maloney      |
| 1976/1977 | Chris Oddleifson  | Orland Kurtenbach |
| 1977/1978 | Don Lever         | Orland Kurtenbach |
| 1978/1979 | Don Lever         | Harry Neale       |
| 1979/1980 | Kevin McCarthy    | Harry Neale       |
| 1980/1981 | Kevin McCarthy    | Harry Neale       |
| 1981/1982 | Kevin McCarthy    | Roger Neilson     |
| 1982/1983 | Stan Smyl         | Roger Neilson     |
| 1983/1984 | Stan Smyl         | Roger Neilson     |
| 1984/1985 | Stan Smyl         | Bill LaForge      |
| 1985/1986 | Stan Smyl         | Tom Watt          |
| 1986/1987 | Stan Smyl         | Tom Watt          |
| 1987/1988 | Stan Smyl         | Bob McCammon      |
| 1988/1989 | Stan Smyl         | Bob McCammon      |
| 1989/1990 | Stan Smyl         | Bob McCammon      |
| 1990/1991 | Trevor Linden     | Bob McCammon      |
| 1991/1992 | Trevor Linden     | Pat Quinn         |
| 1992/1993 | Trevor Linden     | Pat Quinn         |
| 1993/1994 | Trevor Linden     | Pat Quinn         |
| 1994/1995 | Trevor Linden     | Rick Ley          |
| 1995/1996 | Trevor Linden     | Rick Ley          |
| 1996/1997 | Trevor Linden     | Tom Renney        |
| 1997/1998 | Mark Messier      | Mike Keenan       |
| 1998/1999 | Mark Messier      | Marc Crawford     |
| 1999/2000 | Mark Messier      | Marc Crawford     |

| Sezóna    | Kapitán        | Hlavní trenér     |
| --------- | -------------- | ----------------- |
| 2000/2001 | Markus Näslund | Marc Crawford     |
| 2001/2002 | Markus Näslund | Marc Crawford     |
| 2002/2003 | Markus Näslund | Marc Crawford     |
| 2003/2004 | Markus Näslund | Marc Crawford     |
| 2004/2005 | Sezóna zrušena | Sezóna zrušena    |
| 2005/2006 | Markus Näslund | Marc Crawford     |
| 2006/2007 | Markus Näslund | Alain Vigneault   |
| 2007/2008 | Markus Näslund | Alain Vigneault   |
| 2008/2009 | Roberto Luongo | Alain Vigneault   |
| 2009/2010 | Roberto Luongo | Alain Vigneault   |
| 2010/2011 | Henrik Sedin   | Alain Vigneault   |
| 2011/2012 | Henrik Sedin   | Alain Vigneault   |
| 2012/2013 | Henrik Sedin   | Alain Vigneault   |
| 2013/2014 | Henrik Sedin   | John Tortorella   |
| 2014/2015 | Henrik Sedin   | Willie Desjardins |
| 2015/2016 | Henrik Sedin   | Willie Desjardins |
| 2016/2017 | Henrik Sedin   | Willie Desjardins |
| 2017/2018 | Henrik Sedin   | Travis Green      |
| 2018/2019 | bez kapitána   | Travis Green      |
| 2019/2020 | Bo Horvat      | Travis Green      |
| 2020/2021 | Bo Horvat      | Travis Green      |
| 2021/2022 | Bo Horvat      | Bruce Boudreau    |
| 2022/2023 | Bo Horvat      | Bruce Boudreau    |
| 2023/2024 | Quinn Hughes   | Rick Tocchet      |
| 2024/2025 | Quinn Hughes   | Rick Tocchet      |